# Jacki Weaver
Jacqueline Ruth Weaver (Sídney, 25 de mayo de 1947) es una actriz australiana, conocida por su interpretación de Janine Cody en la película Animal Kingdom.

## Biografía
Es hija de Arthur Weaver y Edith Simpson, tiene un hermano Rod Weaver.
El 12 de noviembre de 1965 se casó con el director David Price, sin embargo el matrimonio se terminó en 1970.
A los 21 años tuvo una aventura con John Walters, un hombre casado. La pareja le dio la bienvenida a su hijo Dylan Walters en 1969. Su hijo sufrió de un tumor benigno el cual requirió de varias operaciones.
En 1970 Jacki comenzó a salir con el director Richard Wherrett a pesar de saber que era homosexual. Jacki quedó embarazada sin embargo sufrió un aborto espontáneo; la pareja finalmente terminó en 1975 pero siguieron siendo amigos hasta la muerte de Richard en 2001, a quien Jacki considera el "amor de su vida".
En 1975 se casó con su segundo esposo el operador Max Hensser, pero el matrimonio se terminó poco después.
Mientras era editora en "Sydney Sun" Jacki conoció al presentador Derryn Hinch sin embargo terminaron cuando Derryn comenzó a salir con otras mujeres. La pareja finalmente se reunió y se casaron en 1983 sin embargo se divorciaron en 1996 luego de que Jacki lo engañara con otro hombre y lo abandonara. La pareja se casó nuevamente en 1997 sin embargo se divorciaron en 1998. 
En 2002 comenzó a salir con el actor sudafricano Sean Taylor, la pareja se casó en 2003. Debido a esta relación Jacki es madrastra de Rose Benjamin-Taylor y Barbara Benjamin-Taylor, hijas de Sean con su exesposa.

## Carrera
Weaver apareció en el programa de música australiana "Bandstand".
En 1964 Jacki junto a varios cantantes australianos como The Delltones y Bryan Davies interpretaron varias canciones en el teatro Palace entre ellas «Gadget» interpretada por Weaver.
En 1967 apareció por primera vez en la serie Homicide donde interpretó a Kay Thomas en el episodio "Crocodile Crocodile"; ese mismo año interpretó a Jill Henderson en "The Dear One" y a Petra Kendrix en "Love Is on a Silver Chain". En 1969 apareció dos veces en la serie interpretando a Annette Bishop en el episodio "Birds of Prey" y a Wilma Steiner durante el episodio "Smiling Joe". En 1970 dio vida a Vicki Gaye en "The Sound of Money". En 1972 a Sue Ryan en "Second Time Lucky" y en 1973 a Anne Johnson en "The Pursuit". Finalmente su última aparición fue en 1977 donde interpretó a Hettie en el episodio "The Last Task".
En 1969 interpretó a Thea Kemp en un episodio de la serie Division 4, finalmente hizo su última aparición en la serie en 1973 cuando interpretó a Val Smith durante el episodio "Big Bad John".
En 1971 interpretó a Gail Hemming y a Lindy Robinson en dos episodios diferentes de la serie Matlock Police; posteriormente volvió a aparecer en la serie interpretando a Trudy Morton en el episodio "Gary" en 1975 y a Kathy Marcus en el episodio "Johnny Come Home" en 1976.
En 1975 se unió al elenco de la película Picnic at Hanging Rock donde interpretó a Minnie; ese mismo año interpretó a Sandy en la serie The Last of the Australians. Un año después volvió a aparecer en la serie interpretando a Gillie en el episodio "The Cook House Tapes".
En 2007 interpretó a Aileen Blakely en la película Hamer Bay.
En 2009 apareció como invitada en la serie Satisfaction donde interpretó a Gillian, madre de Mel (Madeleine West) y Sean (Dustin Clare).
En 2010 apareció en la película Animal Kingdom donde interpretó a Janine "Smurf" Cody, una mujer con tres hijos sociopáticos Craig Cody (Sullivan Stapleton), Darren Cody (Luke Ford) y Joshua "J" Cody (James Frecheville).
En 2012 apareció la película The Five-Year Engagement donde interpretó a Sylvia Dickerson-Barnes, la madre de Violet Barnes (Emily Blunt). Ese año apareció también en Silver Linings Playbook personificando a Dolores Solitano, madre de Pat Solitano Jr. (Bradley Cooper).
En 2013 se anunció que Jacki se uniría al piloto de la nueva serie norteamericana The McCarthys donde interpretaría a Marjorie McCarthy la amorosa matriarca de la familia. Ese mismo año se anunció que se había unido al elenco de Wild Oats donde daría vida a Ethel Trout y al elenco de la serie Gracepoint.
En 2014 apareció en la película Reclaim donde interpretó a la dueña de una agencia de adopciones.
En agosto de 2015 se anunció que formaría parte del elenco principal de una miniserie política de seis partes The Secret City's donde interpretaría a la senadora Catriona Bailey.
En febrero de 2016 se anunció que Jacki se había unido al elenco de la película El rey de la polca. En junio del mismo año se anunció que se había unido al elenco de la película Small Crimes.

## Filmografía

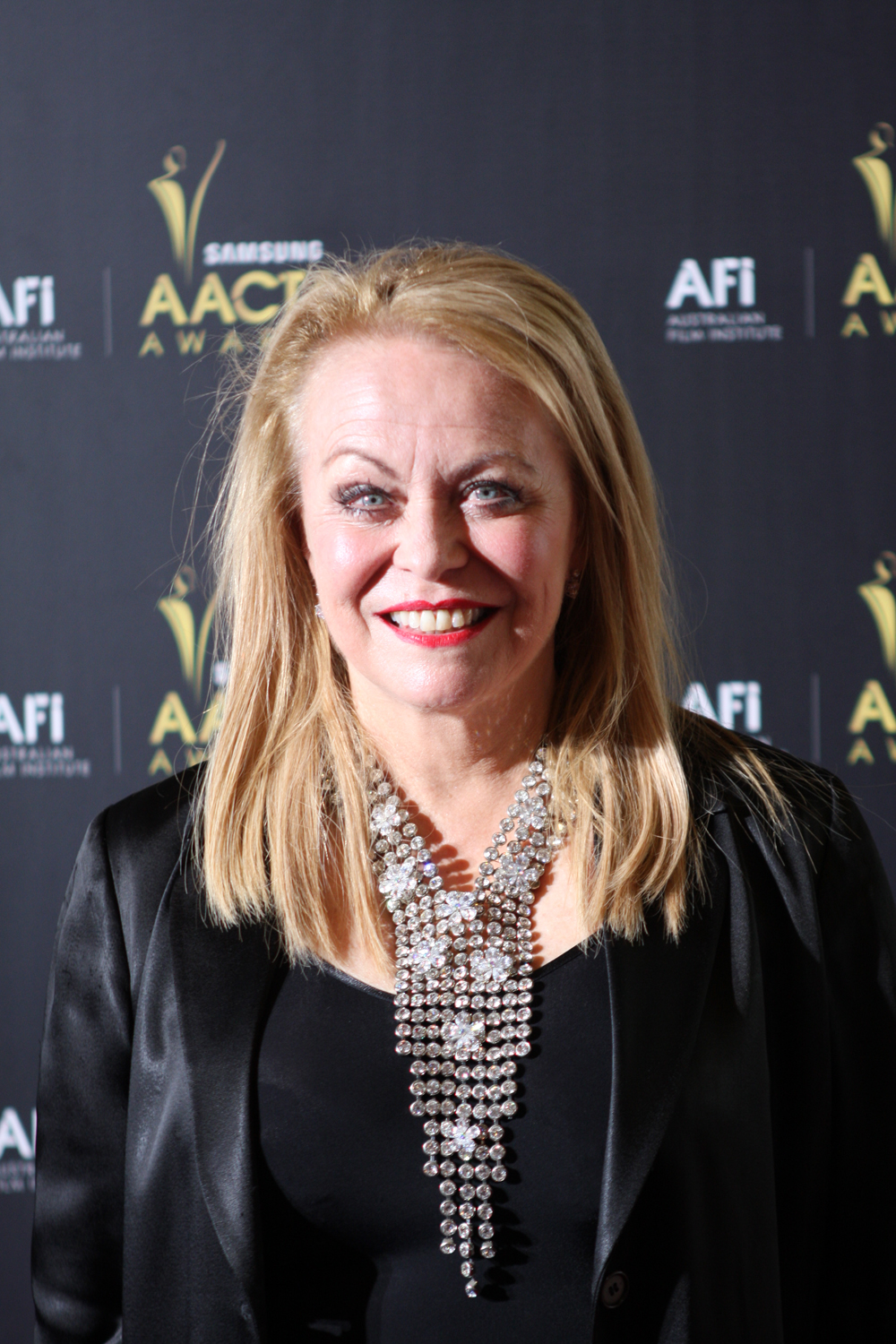
Weaver durante la entrega de los premios AACTA en Australia (2012).

### Series de televisión
| Año             | Título                           | Personaje         | Notas                                     |
| --------------- | -------------------------------- | ----------------- | ----------------------------------------- |
| 2015 - presente | Blunt Talk                       | Rosalie Winter    | 20 episodios                              |
| 2016 - presente | Secret City                      | Catriona Bailey   | 12 episodios - miniserie                  |
| 2014            | Gracepoint                       | Susan Wright      | 10 episodios                              |
| 2014            | The McCarthys                    | Marjorie McCarthy | episodio "Unaired Pilot"                  |
| 2013            | Super Fun Night                  | Pamela Boubier    | episodio "Engagement Party"               |
| 2009            | Satisfaction                     | Gillian           | 2 episodios                               |
| 1988            | House Rules                      | Julie Buckley     | episodio "The Honourable Housewife"       |
| 1986            | The Challenge                    | Rasa Bertrand     | miniserie                                 |
| 1981            | Tickled Pink                     | -                 | 2 episodios                               |
| 1980            | Trial by Marriage                | Joan              | -                                         |
| 1980            | Water Under the Bridgee          | Maggie McGhee     | 8 episodios                               |
| 1980            | Up the Convicts                  | -                 | -                                         |
| 1977            | Homicide                         | Hettie            | episodio "The Last Task"                  |
| 1977            | The Dick Emery Show in Australia | Varios            | -                                         |
| 1976            | Alvin Purple                     | Emily             | -                                         |
| 1976            | Rush                             | Yvette Precot     | episodio "A Shilling a Day"               |
| 1976            | The Last of the Australians      | Gillie            | episodio "The Cook House Tapes"           |
| 1976            | Matlock Police                   | Kathy Marcus      | episodio "Johnny Come Home"               |
| 1975            | The Seven Ages of Man            | -                 | episodio "The Justice"                    |
| 1974            | Silent Number                    | Anne              | episodio "The Final Silence"              |
| 1973            | Division 4                       | Val Smith         | episodio "Big Bad John"                   |
| 1972            | Catwalk                          | Rock Wilson       | episodio "A Life in the Day Of"           |
| 1971 - 1973     | The Comedy Game                  | -                 | 2 episodios                               |
| 1971            | Spyforce                         | Elaine Harrison   | episodio "The Volunteers: Part 1"         |
| 1970            | Woobinda, Animal Doctor          | -                 | episodio "Chocolate, Cherry or Pistachio" |
| 1969            | Riptide                          | Liz               | episodio "Brethren Island"                |
| 1966            | Wandjina!                        | -                 | -                                         |

### Películas
| Año  | Título                         |  | Personaje               | Notas |
| ---- | ------------------------------ |  | ----------------------- | ----- |
| 2022 | Father Stu                     |  | Kathleen Long           |       |
| 2020 | Penguin BloomThe Grudge        |  | Jan Lorna               |       |
| 2019 | Zeroville                      |  | Dotty                   |       |
| 2019 | Poms                           |  | Sheryl                  |       |
| 2018 | Bird Box                       |  | Cheryl                  |       |
| 2018 | Y nadie más que tú             |  | Estelle                 |       |
| 2018 | Life of the Party              |  | Sandy Cook              |       |
| 2018 | Viudas                         |  | Agnieszka               |       |
| 2017 | The Disaster Artist            |  | Carolyn Minnott         |       |
| 2017 | Small Crimes                   |  |                         |       |
| 2017 | El rey de la polca             |  | Barb                    |       |
| 2016 | Sister Cities                  |  | Mary Baxter             |       |
| 2016 | The Olive Sisters              |  | Joy                     |       |
| 2015 | Goldstone                      |  | Mayor                   |       |
| 2015 | Equals                         |  | Bess                    |       |
| 2015 | Last Cab to Darwin             |  | Dra. Farmer             |       |
| 2014 | Six Dance Lessons in Six Weeks |  | Irene Mossbecker        |       |
| 2014 | Reclaim                        |  | Reigert                 |       |
| 2014 | La abeja Maya                  |  | Buzzlina Von Beena      |       |
| 2014 | Florence Has Left the Building |  | Florence                | corto |
| 2014 | The King of the Castle         |  | -                       |       |
| 2014 | Wild Oats                      |  | Ethel Trout             |       |
| 2014 | Magic in the Moonlight         |  | -                       |       |
| 2014 | The Voices                     |  | -                       |       |
| 2013 | Frank or Francis               |  | -                       |       |
| 2013 | Labor Day                      |  | -                       |       |
| 2013 | Haunt                          |  | Janet Morello           |       |
| 2013 | Parkland                       |  | Marguerite Oswald       |       |
| 2013 | Stoker                         |  | Gwendolyn "Gin" Stoker  |       |
| 2012 | Silver Linings Playbook        |  | Dolores Solitano        |       |
| 2012 | The Five-Year Engagement       |  | Sylvia Dickerson-Barnes |       |
| 2011 | Lois                           |  | -                       | corto |
| 2010 | Summer Coda                    |  | Jen                     |       |
| 2010 | Animal Kingdom                 |  | Janine "Smurf" Cody     |       |
| 2009 | Early Checkout                 |  | Limpiadora              | corto |
| 2008 | Three Blind Mice               |  | Bernie                  |       |
| 2007 | Hammer Bay                     |  | Aileen Blakely          |       |
| 1997 | The Two-Wheeled Time Machine   |  | Alice (adulta)          | corto |
| 1996 | Cosi                           |  | Cherry                  |       |
| 1987 | The Perfectionist              |  | Barbara Gunn            |       |
| 1983 | Abra Cadabra                   |  | Primrose Buttercup      |       |
| 1982 | Squizzy Taylor                 |  | Dolly                   |       |
| 1976 | Caddie                         |  | Josie                   |       |
| 1976 | Do I Have to Kill My Child?    |  | -                       |       |
| 1975 | The Removalists                |  | Marilyn Carter          |       |
| 1975 | Picnic at Hanging Rock         |  | Minnie                  |       |
| 1975 | Polly My Love                  |  | Polly                   |       |
| 1974 | Petersen                       |  | Susie Petersen          |       |
| 1973 | Alvin Purple                   |  | Mujer                   |       |
| 1971 | Stork                          |  | Anna                    |       |
| 1967 | The Schoolmistress             |  | -                       |       |

### Presentadora y panelista
| Año  | Programa                              | Notas                                                          |
| ---- | ------------------------------------- | -------------------------------------------------------------- |
| 2012 | Q&A                                   | panelista - episodio "Barry Humphries joins Q&A"               |
| 2012 | 2011 Samsung AACTA Awards             | presentadora                                                   |
| 2010 | The Circle                            | presentadora                                                   |
| 2008 | The Singing Bee                       | concursante - episodio "The Celebrity Singing Bee: Girl Power" |
| 1996 | Gala Re-Opening of the Regent Theatre | obra                                                           |
| 1977 | Blankety Blanks                       | panelista                                                      |

### Teatro
| Año       | Obra                                 | Personaje | Director (a)       | Teatro            | Notas  |
| --------- | ------------------------------------ | --------- | ------------------ | ----------------- | ------ |
| 2010      | Uncle Vanya                          | Marina    | Tamás Ascher       | Sydney Theatre    | [ 12 ] |
| 2010      | Let the Sunshine                     | Ros       | Michael Gow        | QCT Theatre       | [ 13 ] |
| 2009      | Steel Magnolias                      | -         | Darren R. Yap      | Majesty's Theatre |        |
| 2009      | Secret Bridesmaids' Business         | Madre     | Sioban Tuke        | Playhouse Theatre | [ 14 ] |
| 2008      | The Pig Iron People                  | -         | Craig Ilott        | Drama Theatre     | [ 15 ] |
| 2008      | The Vagina Monologues                | -         | -                  | Parade Theatre    |        |
| 2008      | Death of a Salesman                  | -         | Sandra Bates       | York Theatre      |        |
| 2008      | The Prisoner of Second Avenue        | -         | Jon Halpin         | Playhouse Theatre |        |
| 2007      | Priscilla, Queen of the Desert       | -         | Simon Phillips     | Regent Theatre    |        |
| 2007      | Derrida in Love                      | -         | Mark Kilmurry      | Ensemble Theatre  |        |
| 2006      | A Hard God                           | -         | Denis Moore        | -                 |        |
| 2005      | Ruby's Last Dollar                   | -         | Jeremy Sims        | Octagon Theatre   |        |
| 2004-2007 | The Blonde, The Brunette and...      | -         | Jennifer Hagan     | Playhouse Theatre |        |
| 2004      | Last of the Red Hot Lovers           | -         | Jennifer Hagan     | Q Theatre         |        |
| 2003-2004 | Last Cab To Darwin                   | -         | Jeremy Sims        | Princess Theatre  |        |
| 2002      | Soulmates                            | -         | Gale Edwards       | Civic Theatre     |        |
| 2001      | Old Masters                          | -         | Benedict Andrews   | Sydney Theatre    |        |
| 2000-2001 | Girl Talk                            | -         | David Latham       | Empire Theatre    |        |
| 2000      | Official Visitors Guide to Australia | -         | -                  | -                 |        |
| 2000      | The Falls                            | -         | John Bell          | Stables Theatre   |        |
| 1998      | Fred                                 | -         | Mary Gifford       | -                 |        |
| 1997      | Navigating                           | -         | Richard Wherrett   | -                 |        |
| 1995      | Reunion                              | -         | Stewart D'Arrietta | Civic Theatre     |        |
| 1994      | The Sisters Rosensweig               | -         | Roger Hodgman      | Majesty's Theatre |        |
| 1993      | Away                                 | -         | Wayne Harrison     | Riverside Theatre |        |
| 1991-1993 | Shadowlands                          | -         | Janis Balodis      | Playhouse Theatre |        |
| 1990-1992 | Love Letters                         | -         | -                  | Playhouse Theatre |        |
| 1990-1991 | Daylight Saving                      | -         | Peter Kingston     | Regal Theatre     |        |
| 1987      | Emerald City                         | -         | John Sumner        | Playhouse Theatre |        |
| 1987      | A Day in the Death of Joe Egg        | -         | Simon Phillips     | Ruseell Theatre   |        |
| 1986      | Blithe Spirit                        | -         | John Summer        | Playhouse Theatre |        |
| 1986      | Having a Ball..!                     | -         | -                  | Canberra Theatre  |        |
| 1985      | The Real Thing                       | -         | Nick Enright       | Drama Theatre     |        |
| 1981      | They're Playing Our Song             | -         | Philip Cusack      | Comedy Theatre    |        |
| 1978      | Bedroom Farce                        | -         | Peter Williams     | Royal Theatre     |        |
| 1978      | Rock-Ola                             | -         | Richard Wherrett   | Scott Theatre     |        |
| 1976      | A Streetcar Named Desire             | -         | -                  | Drama Theatre     |        |
| 1974      | Love's Labour's Lost                 | -         | William Gaskill    | Drama Theatre     |        |
| 1974      | The Seagull                          | -         | Richard Wherrett   | Nimrod Theatre    |        |
| 1973      | Tom                                  | -         | Richard Wherrett   | Nimrod Theatre    |        |
| 1972      | Forget-Me-Not Lane                   | -         | Robin Lovejoy      | Tote Theatre      |        |
| 1972      | The Legend of King O'Malley          | -         | Richard Wherrett   | Hunter Theatre    |        |
| 1971      | The Removalists                      | -         | John Bell          | Nimrod Theatre    |        |
| 1971      | The Roy Murphy Show                  | -         | Richard Wherrett   | Nimrod Theatre    |        |
| 1971      | Customs and Excise                   | -         | Kenneth Horler     | Nimrod Theatre    |        |
| 1971      | After Magritte                       | -         | Larry Eastwood     | Nimrod Theatre    |        |
| 1970      | The Bandwagon                        | -         | Robert Chetwyn     | Phillip Theatre   |        |
| 1969      | Halfway Up the Tree                  | -         | Colin Gordon       | Royal Theatre     |        |
| 1969      | The Knack                            | -         | Anne Harvey        | Royal Theatre     |        |
| 1969      | Applicant                            | -         | Peter Collingwood  | AMP Theatre       |        |
| 1969      | See the Pretty Lights                | -         | Peter Collingwood  | AMP Theatre       |        |
| 1968      | Circus Adventure                     | -         | Peter Collingwood  | AMP Theatre       |        |
| 1968      | The Runaway Steamboat                | -         | Alastair Duncan    | -                 |        |
| 1968      | You Never Can Tell                   | -         | Jim Sharman        | Old Tote Theatre  |        |
| 1967      | The Imaginary Invalid                | -         | Robin Lovejoy      | Tote Theatre      |        |
| 1967      | The Schoolmistress                   | -         | Alexander Hay      | Tote Theatre      |        |
| 1963      | Once Upon a Surfie                   | -         | -                  | Palace Theatre    |        |
| 1963      | Mother Goose & the Stooges           | -         | -                  | Palace Theatre    |        |
| 1962      | A Wish is a Dream                    | -         | -                  | Phillip Theatre   |        |

## Premios y nominaciones
Premios Óscar
| Año  | Categoría               | Película                | Resultado |
| ---- | ----------------------- | ----------------------- | --------- |
| 2011 | Mejor actriz de reparto | Animal Kingdom          | Nominada  |
| 2013 | Mejor actriz de reparto | Silver Linings Playbook | Nominada  |

| Año  | Categoría                                                                                             | Premio               | Película/Obra               | Resultado |
| ---- | --- | -------------------- | --------------------------- | --------- |
| 2013 | Honorificada                                                                                          | Premio Breakthrough  | -                           | Ganó      |
| 2012 | Mejor Elenco (junto a Robert De Niro, Julia Stiles, Bradley Cooper & Jennifer Lawrence)               | Golden Globe Award   | Silver Linings Playbook     | Nominada  |
| 2012 | Actriz de Reparto del Año                                                                             | ALFS Award           | Animal Kingdom              | Nominada  |
| 2011 | Mejor Actriz de Reparto                                                                               | Saturn Award         | Animal Kingdom              | Nominada  |
| 2011 | Mejor Actriz de Reparto                                                                               | COFCA Award          | Animal Kingdom              | Nominada  |
| 2011 | Mejor Actriz de Reparto                                                                               | Chlotrudis Award     | Animal Kingdom              | Ganó      |
| 2011 | Mejor Actuación por un Elenco (junto a Sullivan Stapleton, Ben Mendelsohn, Luke Ford & Joel Edgerton) | Chlotrudis Award     | Animal Kingdom              | Nominada  |
| 2011 | Mejor Actriz                                                                                          | FCCA Award           | Animal Kingdom              | Ganó      |
| 2011 | Mejor Actriz de Reparto (3.er. lugar/junto a Melissa Leo)                                             | NSFC Award           | Animal Kingdom              | Ganó      |
| 2011 | Mejor Actuación                                                                                       | Virtuoso Award       | Animal Kingdom              | Ganó      |
| 2011 | Mejor Actriz de Reparto                                                                               | OFCS Award           | Animal Kingdom              | Nominada  |
| 2010 | Mejor Actriz de Reparto                                                                               | SDFCS Award          | Animal Kingdom              | Nominada  |
| 2010 | Mejor Actriz Principal                                                                                | AFI Award            | Animal Kingdom              | Ganó      |
| 2010 | Mejor Actriz de Reparto                                                                               | Critics Choice Award | Animal Kingdom              | Nominada  |
| 2010 | Mejor Actriz de Reparto                                                                               | Satellite Award      | Animal Kingdom              | Ganó      |
| 2010 | Mejor Actriz de Reparto                                                                               | WAFCA Award          | Animal Kingdom              | Nominada  |
| 2010 | Mejor Actuación por una Actriz en un Papel de Apoyo en una Película                                   | Golden Globe Award   | Animal Kingdom              | Nominada  |
| 2010 | Mejor Actriz de Reparto                                                                               | CFCA Award           | Animal Kingdom              | Nominada  |
| 2010 | Mejor Actriz de Reparto (2.º lugar)                                                                   | DFWFCA Award         | Animal Kingdom              | Ganó      |
| 2010 | Mejor Actriz de Reparto                                                                               | SFFCC Award          | Animal Kingdom              | Ganó      |
| 2010 | Mejor Actriz                                                                                          | IF Award             | Animal Kingdom              | Nominada  |
| 2010 | Mejor Actriz de Reparto                                                                               | LAFCA Award          | Animal Kingdom              | Ganó      |
| 2010 | Mejor Actriz de Reparto                                                                               | NBR Award            | Animal Kingdom              | Ganó      |
| 2010 | Mejor Actriz de Reparto                                                                               | Sierra Award         | Animal Kingdom              | Nominada  |
| 1978 | Mejor Actuación Individual por una Actriz                                                             | Logie Award          | Do I Have to Kill My Child? | Nominada  |
| 1976 | Mejor Actriz en un Papel de Apoyo (junto a Melissa Jaffer)                                            | AFI Award            | Caddie                      | Ganó      |
| 1972 | Mejor Actuación por una Actriz                                                                        | Hoyts Proze Award    | Stork                       | Ganó      |
| -    | Mejor Actuación por una Actriz                                                                        | Best Actress Awards  | Shadowlands                 | Ganó      |
| -    | Mejor Actuación por una Actriz                                                                        | Best Actress Awards  | The Sisters Rosensweig      | Ganó      |
| -    | Mejor Actuación                                                                                       | Variety Club Award   | They're Playing Our Song    | Ganó      |